# COLUMBUS21
COLUMBUS 21（コロンブスにじゅういち）とは、光村図書出版が発行する、中学校外国語科の検定教科書である。

## 概要
日本で定められている検定教科書の6つのうちの1つである。公立中学校における採択率は他の教科書に比べ低いが、政令指定都市の中では横浜市、東京23区の港区と足立区で採択されるなどシェアを増やしている。

## 内容
学習する内容、順序については、文部科学省の定めた学習指導要領に沿った内容である。